# 塞尔吉奥·布里根蒂
塞尔吉奥·布里根蒂（義大利語：Sergio Brighenti，1932年9月23日—2022年10月10日）是一名已退役的意大利足球員，司职前锋，曾先后效力于摩德纳，国际米兰，特里斯蒂纳，桑普多利亚都灵等意大利足球俱乐部，在国际米兰队获得过2次意甲联赛冠军，1960-61赛季为桑普多利亚队打进28粒联赛进球并且荣获赛季“意甲最佳射手”称号。

## 职业生涯

### 俱乐部履历
塞尔吉奥·布里根蒂习惯打中锋。他的哥哥也是雷纳多·布里根蒂(Renato Brighenti)也是一名足球运动员（摩德纳队的主力前锋，81粒进球），因此大家亲切地叫塞尔吉奥·布里根蒂“布里根蒂2号”。
塞尔吉奥·布里根蒂出道于自己的家乡球队摩德纳队，当时摩德纳厮混于意乙联赛，因此布里根蒂的第一场比赛就是参加1949-50赛季的一场意乙比赛，不过那个赛季他也仅仅在一场比赛中获得出场机会。在接下来的赛季，布里根蒂凭借自己当中锋的天赋占据了球队的主力位置。凭借在乙级联赛2个赛季的出色表现，转会到了阿尔弗雷多·福尼(Alfredo Foni)率领的国际米兰队，并且随队取得了1952-53，1953-54两个赛季的意甲联赛冠军。但是国米的第三个赛季，球队留给布里根蒂的空间越来越小，布里根蒂要同其他四个当时著名的前锋竞争场上位置：“毒药”贝尼托·洛伦齐('Veleno' Benito Lorenzi)，埃斯特凡·尼尔斯(IstvanNyers)，瑞典人伦纳特·斯科格隆(Lennart Skoglund)和吉诺·阿尔玛诺(Gino Armano)。1955-56赛季，他转会到了特里斯蒂纳队，第一年成功帮助球队保级，然而第二年这支茱莉亚地区的球队还是降级了。这时布里根蒂已经入选意大利国家二队并且在国际米兰的时候就已经入选意大利U21青年队。
后一个赛季，布里根蒂转会到内奥罗·罗科(Nereo Rocco)担任主教练的帕多瓦队，这位来自迪利雅斯特的链式防守专家认为布里根蒂是球队进攻的理想人选，因此布里根蒂但当了球队快速反击战术给对手致命一击的人，在1957-60的三个赛季里，帕多瓦队分别取得了联赛第三名，第七名和第五名的好成绩，这三个赛季里布里根蒂为帕多瓦贡献了50粒联赛入球。
1960年布里根蒂加盟桑普多利亚，在1960-61赛季布里根蒂成为了联赛活力最猛的炮手，33场比赛28次攻破对手的大门，布里根蒂也毫无悬念地成为了该赛季意甲联赛最佳射手，这也是桑普多利亚队历史上第一位获得这一荣誉的球员(另一位是詹卢卡·维亚利)，布里根蒂一个赛季进28球意甲单赛季进球纪录在37年后才由德国人奥利弗·比埃尔霍夫(Oliver Bierhoff)打破。
接下来的两个赛季布里根蒂继续为桑普效力，又一次搭档他国米时的队友伦纳特·斯科格伦德，虽然没能重复上个赛季的辉煌，但表现也还是差强人意的。在桑普多利亚的三个赛季95场比赛里，布里根蒂取得了43粒进球。
1963-64赛季，布里根蒂又回到了摩德纳队，不过他的11粒进球并没有能够帮助自己的家乡球队留在甲级。
1964年11月22日，布里根蒂代表都灵队参加了与尤文图斯的“都灵德比”，这也是他的告别赛，这场比赛都灵队3：0击败了尤文图斯。
布里根蒂总共参加了366场比赛打进156球，其中在意甲联赛中上场311场，打进138球。

### 国家队履历
布里根蒂由于在帕多瓦队中的出色表现，得到了意大利国家队的召唤，1959年5月6日在温布利大球场，对阵博比·查尔顿(Bobby Charlton)率领的英格兰队的比赛中攻入一球，这场比赛意大利上半场就0：2落后，下半场第56分钟和第61分钟分别由布里根蒂和他的帕多瓦队友马里亚尼(Mariani)为意大利扳平比分。
布里根蒂作为意大利国家队正选中锋参加了机场比赛，并在队英格兰的比赛中再次进球，不过这场比赛意大利2：3输给了对手。
布里根蒂总共代表意大利国家队踢了9场比赛，其中最后几场担任场上队长，总共射入2球，且都是在对英格兰队的比赛中打进的。布里根蒂还曾代表意大利国家二队和U21青年队各出战一场比赛，在U21青年队的比赛中梅开二度。